# Радаєв Василь Іванович
Васи́ль Іва́нович Рада́єв (псевдонім Радін-Аловський; *11 березня 1901, с. Алово тепер Нікольського району Пензенської області — †23 серпня 1989, м. Саранськ) — ерзянський письменник.

## Біографічні відомості
Народився у ерзянській селянській родині. Учасник Першої та Другої світової війни. Нагороджений медалями.
Працював головою колгоспу, редактором кочкуровської районної газети «Якстере колхоз» («Червоний колгосп»).
З 1932 — завідувач відділу, заступник редактора, далі редактор республіканської газети «Эрзянь коммуна».
Член Спілки письменників СРСР (1938).

## Літературна діяльність
У 1930 надрукував перші вірші. У місцевих журналах та газетах постійно з'являлися його твори.
У 1933 вийшла перша збірка поезій Радаєва «Од пингень вий» («Сила нового життя»), 1947 — «Омбоце эскельс» («Другий крок»), 1958 — збірка селянських оповідань «Велень ёвтнемат».
Оповідання «Підставний наречений» (1957) було надруковано російською мовою в журналі «Огонёк» та перекладено чеською мовою (видано в Празі в літературному журналі «Кветы»).

### Твори для дітей
Особливе місце у творчості Радаєва посідають твори для дітей: «Чорний горобець», «Три товариша», «Василькові казки» тощо.

### Видання
- Алёшкино лето: Рассказ для детей младшего школьного возраста.— Саранск, 1979
- Сказы мурзы: Повести и рассказы / Пер. с мордов.—эрзя.— Саранск, 1983